# Mardy Fish
Mardy Fish (Edina, 9 de dezembro de 1981) é um ex-tenista profissional estadunidense.
Fish tornou-se profissional no ano 2000.  Ele foi prata numa final inusitada dos Jogos Olímpicos de 2004, perdendo a final para o tenista chileno Nicolás Massú.  o norte-americano venceu seis títulos ATP de simples no currículo e outros oito de duplas. Chegou a ser o sétimo melhor do ranking mundial.

## Desempenho em Torneios

### Simples

#### Finais Vencidas (6)
| Legenda                                                     |
| Grand Slam (0)                                              |
| Prata Olímpica (1 - perdeu a final)                         |
| Tennis Masters Cup ATP World Tour Finals (0)                |
| ATP Masters Series ATP World Tour Masters 1000 (0)          |
| ATP International Series Gold ATP World Tour 500 Series (0) |
| ATP International Series ATP World Tour 250 Series (6)      |

| Títulos por superfície |
| Dura (4)               |
| Grama (1)              |
| Saibro (1)             |
| Carpete (0)            |

| Nr. | Data                  | Torneio           | Superfície | Adversário na Final | Resultado        |
| 1.  | 20 de Outubro de 2003 | Estocolmo, Suécia | Dura       | Robin Söderling     | 7–5, 3–6, 7–6(4) |
| 2.  | 10 de Abril de 2006   | Houston, EUA      | Saibro     | Jürgen Melzer       | 3–6, 6–4, 6–3    |
| 3.  | 1 de Março de 2009    | Delray Beach, EUA | Dura       | Evgeny Korolev      | 7–5, 6–3         |
| 4.  | 11 de Julho de 2010   | Newport, EUA      | Grama      | Olivier Rochus      | 5–7, 6–3, 6–4    |
| 5.  | 25 de Julho de 2010   | Atlanta, EUA      | Dura       | John Isner          | 4–6, 6–4, 7–6(4) |
| 6.  | 24 de Julho de 2011   | Atlanta, EUA      | Dura       | John Isner          | 3–6, 7–6(6), 6–2 |

#### Finais Perdidas (14)
| Nr. | Data                    | Torneio                         | Superfície | Adversário na Final | Resultado               |
| 1.  | 10 de Março de 2003     | Delray Beach, EUA               | Dura       | Jan-Michael Gambill | 6–0, 7–6(5)             |
| 2.  | 23 de Junho de 2003     | Nottingham, Reino Unido         | Grama      | Greg Rusedski       | 6–3, 6–2                |
| 3.  | 18 de Agosto de 2003    | Cincinnati, EUA                 | Dura       | Andy Roddick        | 4–6, 7–6(3), 7–6(4)     |
| 4.  | 16 de Fevereiro de 2004 | San José, EUA                   | Dura       | Andy Roddick        | 7–6(13), 6–4            |
| 5.  | 14 de Junho de 2004     | Halle, Alemanha                 | Grama      | Roger Federer       | 6–0, 6–3                |
| 6.  | 22 de Agosto de 2004    | Jogos Olímpicos, Atenas, Grécia | Dura       | Nicolás Massú       | 6–3, 3–6, 2–6, 6–3, 6–4 |
| 7.  | 27 de Agosto de 2007    | New Heaven, EUA                 | Dura       | James Blake         | 7–5, 6–4                |
| 8.  | 23 de Março de 2008     | Indian Wells, EUA               | Dura       | Novak Đoković       | 6–2, 5–7, 6–3           |
| 9.  | 23 de Agosto de 2008    | New Heaven, EUA                 | Dura       | Marin Čilić         | 6–4, 4–6, 6–2           |
| 10. | 15 de Fevereiro de 2009 | San José, EUA                   | Dura       | Radek Štěpánek      | 3–6, 6–4, 6–2           |
| 11. | 13 de Junho de 2010     | Londres, Reino Unido            | Grama      | Sam Querrey         | 7–6(3), 7–5             |
| 12. | 22 de Agosto de 2010    | Cincinnati, EUA                 | Dura       | Roger Federer       | 6–7(5), 7–6(1), 6–4     |
| 13. | 31 de Julho de 2011     | Los Angeles, EUA                | Dura       | Ernests Gulbis      | 5–7, 6–4, 6–4           |
| 14. | 14 de Agosto de 2011    | Montréal, Canadá                | Dura       | Novak Đoković       | 6–2, 3–6, 6–4           |

### Duplas

#### Finais Vencidas (8)
| Legenda                                                     |
| Grand Slam (0)                                              |
| Tennis Masters Cup ATP World Tour Finals (0)                |
| ATP Masters Series ATP World Tour Masters 1000 (1)          |
| ATP International Series Gold ATP World Tour 500 Series (2) |
| ATP International Series ATP World Tour 250 Series (5)      |

| Títulos por superfície |
| Dura (5)               |
| Grama (1)              |
| Saibro (2)             |
| Carpete (0)            |

| Nr. | Data                    | Torneio               | Superfície | Parceiro     | Adversários na Final               | Resultado           |
| 1.  | 29 de Abril de 2002     | Houston, EUA          | Saibro     | Andy Roddick | Neville Godwin Jan-Michael Gambill | 6–4, 6–4            |
| 2.  | 16 de Fevereiro de 2004 | San José, EUA         | Dura       | James Blake  | Rick Leach Brian MacPhie           | 6–2, 7–5            |
| 3.  | 19 de Abril de 2004     | Houston, EUA          | Saibro     | James Blake  | Rick Leach Brian MacPhie           | 6–3, 6–4            |
| 4.  | 7 de Julho de 2008      | Newport, EUA          | Grama      | John Isner   | Rohan Bopanna Aisam-ul-Haq Qureshi | 6–4, 7–6            |
| 5.  | 13 de Fevereiro de 2009 | Memphis, EUA          | Dura       | Mark Knowles | Travis Parrott Filip Polášek       | 7–6, 6–1            |
| 6.  | 5 de Março de 2009      | Indian Wells, EUA     | Dura       | Andy Roddick | Max Mirnyi Andy Ram                | 3–6, 6–1, [14–12]   |
| 7.  | 14 de Fevereiro de 2010 | San José, EUA         | Dura       | Sam Querrey  | Benjamin Becker Leonardo Mayer     | 7–6(3), 7–5         |
| 8.  | 8 de Agosto de 2010     | Washington, D.C., EUA | Dura       | Mark Knowles | Tomáš Berdych Radek Štěpánek       | 4–6, 7–6(7), [10–7] |

#### Finais Perdidas (2)
| Nr. | Data                    | Torneio      | Superfície | Parceiro     | Adversários na Final       | Resultado        |
| 1.  | 27 de Fevereiro de 2006 | Memphis, EUA | Dura       | James Blake  | Chris Haggard Ivo Karlović | 0–6, 7–5, [10–5] |
| 2.  | 15 de Maio de 2011      | Roma, Itália | Saibro     | Andy Roddick | John Isner Sam Querrey     | W/O              |